# Quellen und Forschungen zur Geschichte der Geographie und Völkerkunde
Quellen und Forschungen zur Geschichte der Geographie und Völkerkunde ist eine deutschsprachige monografische Reihe zur Geschichte der Geographie und Völkerkunde. Sie wurde unter Mitwirkung verschiedener Fachgelehrter von dem deutschen historischen Geographen Albert Herrmann (1886–1945) herausgegeben. Sie erschien in Leipzig bei K. F. Koehler in den Jahren von 1930 bis 1940. Im Katalog der DNB sind 6 Bände nachgewiesen.

## Bände
- 1 Das Land der Seide und Tibet im Lichte der Antike. Herrmann, Albert. 1938
- 2 Text und Karten des Ptolemäus. Schnabel, Paul. 1938
- 3 Neue Quellen zur zweiten Indienfahrt Vasco da Gamas. Rohr, Christine von. 1939
- 4 Dämonen und Zauber im Inkareich.[2] Avila, Francisco de. Aus dem Khetschua übers. und eingel. v. H. Trimborn. Mit e. Vorwort v. G. Friederici. 1939
- 5 Die Neugestaltung der deutschen Geographie im 18. Jahrhundert: Ein Beitrag zur Geschichte der Geographie an der Georgia Augusta zu Göttingen. Kühn, Arthur. 1938
- 6 Die Kanarischen Inseln und ihre Urbewohner. Torriani, Leonardo. 1940